# Host (otok)
Host je otočić sa svjetionikom koji se nalazi na ulazu u viški zaljev na istoimenom otoku. Ime je dobio po engleskom časniku Sir Williamu Hosteu koji je u njegovoj blizini 13. ožujka 1811. godine u pomorskoj bitci (Viška bitka 1811.) porazio mnogo jaču francusku flotu pod zapovjedništvom viceadmirala Dubourdieua.
Host se nalazi pred ulazom uvale Viške luke nasuprot rta Dno kampa. Od grada Visa je udaljen oko 2 km. Host, na kojem stoji svjetionik, ima površinu od 0,041 km². Duljina obalne zone je 0,91 km.
Iz pomorske karte je vidljivo da svjetionik "Otočić Host", koji se nalazi na sjevero-istočnoj strani otočića, emitira svjetlosni signal: B Bl 4s. Nominalni domet svjetionika je 8 milja.
U podmorju oko otoka je nekoliko arheoloških lokaliteta:
- Antički brodolom kod Hosta (amfore Dressel)[3]
- Antički brodolom kod Hosta (amfore Lamboglia)[4]

- Svjetionik Otočić Host. U pozadini su otok Vis i ostaci tvrđave
- Host gledan s britanske tvrđave

## Vanjske poveznice
|  | Zajednički poslužitelj ima još gradiva o temi Host (otok) |